# Virgin Crisis
Virgin Crisis (悪魔なエロス Akuma na Eros?), es un manga shōjo creado por Mayu Shinjō publicado en Shōjo Comic. El manga consta de 4 volúmenes de 200 páginas aproximadamente cada uno, además de contener dos capítulos especiales, conocidos cómo "Mi querido demonio" y "Convivencia demoníaca". La traducción al español de Akuma na Eros es "Erotismo diabólico", pero no refleja la naturaleza de la historia, por eso en Occidente es más conocida por su subtítulo original, Virgin Crisis.

## Argumento
Miu Sakurai es una chica descontenta con su cuerpo poco desarrollado y con su rostro de aspecto infantil. Está enamorada del chico más popular de su escuela, Shion Amamiya y cada día reza en una capilla pidiendo a Dios que cambie su cuerpo y rostro al de una mujer, pensando que así obtendrá su amor. Ante la ausencia de resultados Miu decide realizar un hechizo para que Amamiya se convierta en su novio, utilizando un libro llamado "Hechizos que cumplen todos tus deseos". Pero el hechizo resulta ser de magia negra y Miu invoca al mismo Satán. El Demonio (más adelante bajo el nombre de Kai) le dice que la matará por ejecutar el hechizo, pero al darse cuenta de que es virgen, sella un contrato con ella por el corazón de Amimaya, cuyo precio es la virginidad de Miu.

## Personajes
- Miu Sakurai

Es una chica de 15 años de edad, protagonista principal de Virgin Crisis. Asiste al primer año de nivel superior de su escuela, enamorada de Amamiya, quien ni nota su presencia. Ella lo explica debido a su aspecto: pechos pequeños, cara de niña y ningún sexappeal. La virginidad es un tema muy comentado en este manga, aunque a lo largo del manga no hay desnudos importantes. Miu será una chica que quedará atrapada entre dos amores y si bien esto no es nada fuera lo común, el hecho de que los pretendientes sean un ángel y el mismo demonio, le de un toque muy especial. Su primer beso es dado por kai.
- Akuma/Kai (Satanás)

El Príncipe de las Tinieblas, de aspecto muy sexy, de pelo negro largo, de ojos rojos y con dos grandes cuernos, aunque pocas veces se lo ve con ese aspecto, posee una apariencia humana común y corriente. Aparece frente a Miu cuando ella invoca su hechizo y aunque a primera vista no tiene intenciones de ayudarla, la virginidad de Miu le convence rápidamente de lo contrario. En primera instancia, se lo ve como un ser despiadado y vil pero con el desarrollo de la historia, sus sentimientos hacia Miu cambiarán drásticamente. Decide volverse hermano de Miu, bajo el nombre de Kai, para poder vigilarla en orden de cumplir el pacto satifactoriamente.Él está enamorado de Miu. Él le roba su primer beso a miu.
- Shion Amamiya/Michael (Miguel)

Muy popular entre las chicas, tiene un fan-club formado por las chicas más bellas de la escuela, exitoso en sus estudios y en el deporte. Devotamente católico, frecuenta la capilla cercana a la escuela. Su interés hacia Miu es casi nulo en un primer momento, pero cambia cuando se da cuenta de que Miu está siendo influenciada por el Demonio. Él piensa que Miu está poseída. Más tarde en el manga, se da a conocer cómo el Arcángel Miguel.
- Malphas/Tsubasa

Un cuervo fiel, sirviente de Satán, que lo mantiene al tanto de lo que acontece en el mundo Infernal y en la vida de Miu. Cuando Kai se convierte en el hermano de Miu, Malphas también pasa a formar parte de la familia, como el hermano menor de Miu, Tsubasa.
- Seela/Sailor

Fruto de la unión de un ángel y un demonio, ella es la amante de Satán (aunque él la considera como un juguete). Debido a su origen, ella puede contactarse con ángeles, como Miguel, quien le cuenta que Kai está con una humana. Odia a Miu e intenta a toda costa de evitar los planes que Kai tiene con Miu.

## Publicación
Lanzado en Japón, en la revista Shōjo Comic (少女コミック, comúnente abreviado cómo 少コミ Shōkomi, Sho-Comi o Shōcomi?) propiedad de Shōgakukan (小学館 Shōgakukan?). Constando de 4 volúmenes:
1. ISBN 4-09-136753-4 Publicado el 26 de mayo de 2001.
2. ISBN 4-09-136754-2 Publicado el 23 de agosto de 2001.
3. ISBN 4-09-136755-0 Publicado el 26 de noviembre de 2001.
4. ISBN 4-09-136756-9 Publicado el 26 de marzo de 2002.

A la vez de la publicación de dos capítulos especiales, conocidos cómo "Mi querido demonio" (septiembre de 2001) y "Convivencia demoníaca" (febrero de 2002) ambos incluidos en la misma revista.
Fue publicado en Alemania por EMA (Egmont Manga & Anime) en 4 volúmenes entre septiembre de 2004 y mediados de 2005.
En Argentina y en España, fue publicado por Editorial Ivrea.
El personaje Akuma/Kai es la viva imagen de uno de los cantantes ídolo de Japón, Atsushi Sakurai (vocalista de la banda BUCK-TICK), Mayu Shinjō se autodeclara fanática de dicha banda y su vocalista, y de ahí porque el apellido Sakurai y el obvio parecido de Satanás con el cantante, además de que Miu es también el nombre de una canción de esta banda.